# Російський класицизм

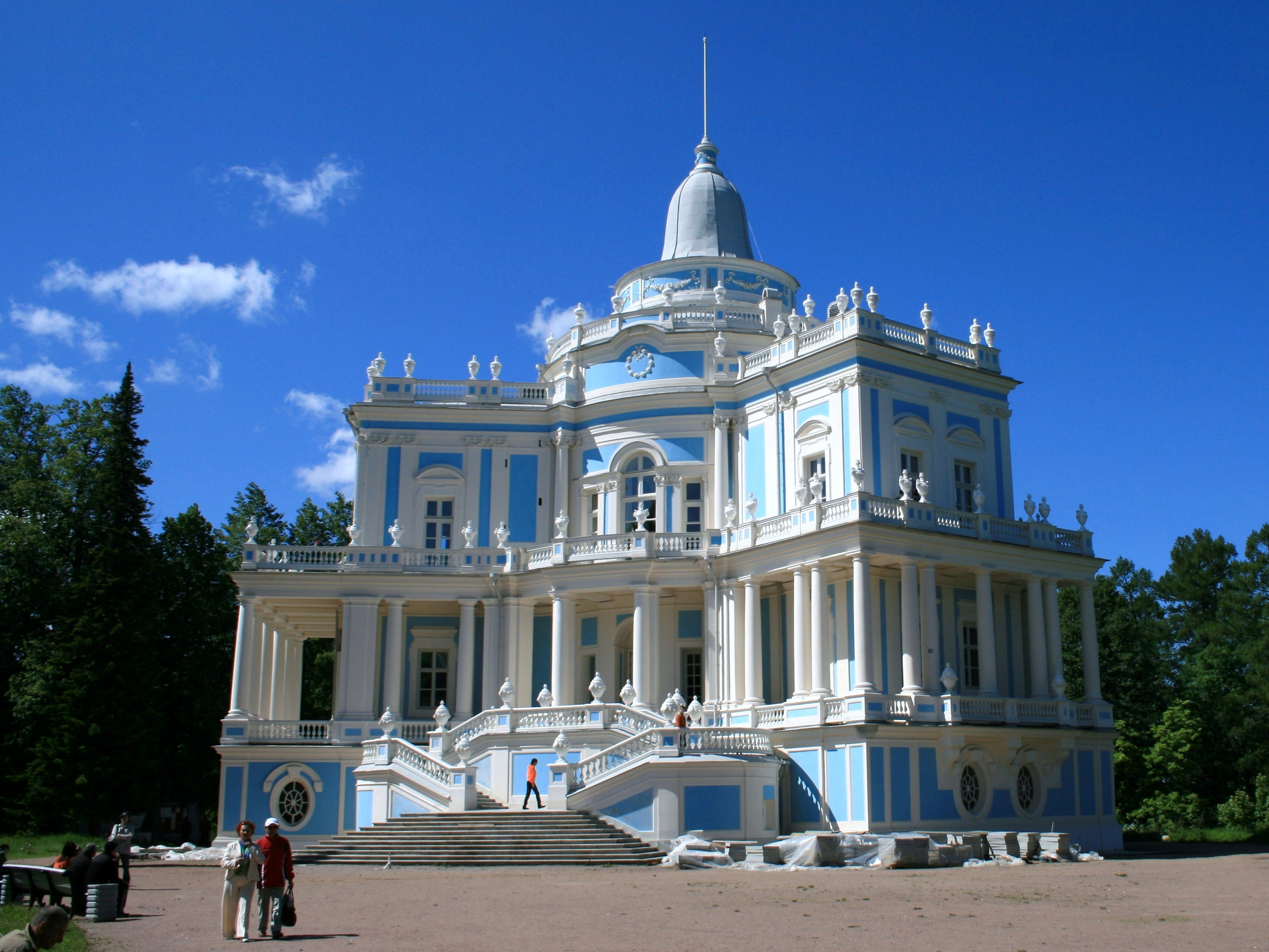
Павільйон Катальна гірка Катерини ІІ в парку Оранієнбаума (РФ). Італійський архітектор Антоніо Рінальді.

Російський класицизм — історико-регіональний стиль, що відноситься до загальноєвропейського художнього напрямку класицизму, що виник в XVII столітті в Росії під впливом західноєвропейської культури, що розповсюдився в другій половині XVIII — першій половині XIX століть.
Еволюція ідей класицизму в Росії відзначена кількома етапами:
- єкатерининський, класицизм середини і другої половини XVIII століття, часу правління імператриці Катерини II (в країнах Західної Європи той же період називають неокласицизмом),
- романтичний класицизм початку XIX століття,
- неокласицизм в мистецтві модерна рубежу XIX—XX століть,
- новий класицизм постмодерну XX—XXI століть[2].

Межі, особливості змісту і найменування окремих етапів розвитку класицистичних ідей і художніх форм у російському мистецтві, їх ставлення до національних традицій і православної ідеології в храмовій архітектурі, іконопису і фресці є предметом багатьох дискусій та різних історико-теоретичних концепцій. Компромісна точка зору зводиться до того, що в різні періоди історії Росії в її духовного життя поперемінно домінували східні (візантійські, тюркські, татарські) і західні (англо-італо-германо-французькі) впливи. «Їх якісно своєрідний вплив на кожному історичному етапі певним чином трансформувало російську художню ментальність, яка в своїх споконвічних засадах також неоднорідна, оскільки спочатку формувалася з різних джерел».

## Інтернет-ресурси
- В. Ясієвич. Російський класицизм [Архівовано 17 жовтня 2021 у Wayback Machine.]